# Cola (gènere)
Cola és un gènere de plantes fanerògames amb 163 espècies, pertanyent a la subfamília Sterculioideae dins de la família Malvaceae. És originari d'Amèrica Central. Va ser descrit per Schott i endl. I publicat en Meletemata Botanica 33, l'any 1832. L'espècie tipus és Cola acuminata (P.Beauv.) Schott i endl.

## Espècies seleccionades
- Cola acuminata Schott & endl.
- Cola afzelii Mast.
- Cola alba A. Chev.
- Cola altissima Engl.
- Cola angustifolia K. Schum.
- Cola arcuata Baker F.
- Cola astrophora Warb.
- Cola attiensis Aubrév. i Pellegr.
- Cola mossambicensis
- Cola nitida
- Cola octoloboides
- Cola pachycarpa
- Cola philipi-jonesii
- Cola porphyrantha
- Cola praeacuta
- Cola reticulata
- Cola scheffleri
- Cola semecarpophylla
- Cola suboppositifolia
- Cola umbratilis
- Cola usambarensis
- Cola vera
- Cola verticillata